# Philippe Allaire
Philippe Allaire, född 1959, är en fransk travtränare och före detta travkusk och montéryttare. Han har tränat hästar som Bird Parker, Charly du Noyer, Django Riff, Traders, Hohneck, Callmethebreeze, Just A Gigolo och Koctel du Dain. Han deläger även stjärnhästen Ready Cash, som han även tränade själv under en period.

## Karriär
Philippe Allaire är son till travtränaren Pierre-Désiré Allaire, som bland annat vann Prix d'Amérique 1978 med hästen Grandpré. I dennes stall tog även Philippes travkarriär sin början. Efter att ha arbetat med sin pappa startade han sin egen tränarrörelse i början av 1980. Allaire fick snabba framgångar som egen tränare, främst tack vare hästar som Fine Perle, First de Retz, Gai Brillant, Holly du Locton, Jardy och Kesaco Phedo.
Allaire tränade även Ready Cash fram till 2010, en häst som han även delägde. Då han kände att hästens framgångar minskade, beslutade han att sätta hästen i träning hos Thierry Duvaldestin. Ready Cash vann sedan Prix d'Amérique både 2011 och 2012 tillsammans med Franck Nivard i sulkyn.
Allaire samarbetar ofta med kusken och ryttaren Yoann Lebourgeois.

### I Sverige
Allaire deltog i 1980 års upplaga av Elitloppet som kusk bakom Hillion Brillouard, tränad av Christian Rivière. Ekipaget placerade sig på fjärde plats i kvalheatet, och kvalificerade sig därmed till finalheatet. I finalheatet kom ekipaget på åttonde och sista plats.
Den 28 maj 2016 under Elitloppshelgen på Solvalla segrade Allaire i Harper Hanovers Lopp tillsammans med Bird Parker, körd av Joseph Verbeeck. Detta på ny världsrekordtid då ekipaget travade 1.12,1 över 3180 meter. Rekordet slogs i maj 2017 av Sauveur.

## Större segrar i urval
| År   | Lopp                           | Häst               | Kusk                  | Grupp   |
| ---- | ------------------------------ | ------------------ | --------------------- | ------- |
| 1979 | Oslo Grand Prix                | Hillion Brillouard | Philippe Allaire      | Grupp 1 |
| 1980 | Critérium des 3 ans            | Larabello          | Philippe Allaire      | Grupp 1 |
| 1980 | Gran Premio Lotteria           | Hillion Brillouard | Philippe Allaire      | Grupp 1 |
| 2001 | Prix de Bourgogne              | First de Retz      | Pierre Levesque       | Grupp 2 |
| 2001 | Critérium des 3 ans            | Kesaco Phedo       | Joseph Verbeeck       | Grupp 1 |
| 2005 | Gran Premio Allevatori         | Gilly Lb           | Andrea Guzzinati      | Grupp 1 |
| 2008 | Critérium des 3 ans            | Ready Cash         | Bernard Piton         | Grupp 1 |
| 2008 | Critérium des Jeunes           | Ready Cash         | Bernard Piton         | Grupp 1 |
| 2009 | Critérium des Jeunes           | Sanawa             | Bernard Piton         | Grupp 1 |
| 2011 | Saint–Léger des Trotteurs      | Up Market          | Yoann Lebourgeois     | Grupp 1 |
| 2011 | Prix Camille de Wazières       | Tucson             | Jonathan Carré        | Grupp 2 |
| 2014 | Saint–Léger des Trotteurs      | Bird Parker        | Yoann Lebourgeois     | Grupp 1 |
| 2014 | Prix de Vincennes              | Bird Parker        | Yoann Lebourgeois     | Grupp 1 |
| 2014 | Prix Albert-Viel               | Boccador de Simm   | Pierre Vercruysse     | Grupp 1 |
| 2014 | Prix Ali Hawas                 | Bomba              | Yoann Lebourgeois     | Grupp 2 |
| 2015 | Critérium des 3 ans            | Charly du Noyer    | Yoann Lebourgeois     | Grupp 1 |
| 2015 | Gran Premio Orsi Mangelli      | Charly du Noyer    | Yoann Lebourgeois     | Grupp 1 |
| 2015 | Critérium des 4 ans            | Bird Parker        | Joseph Verbeeck       | Grupp 1 |
| 2015 | Prix Albert Demarcq            | Arlington Dream    | Yoann Lebourgeois     | Grupp 2 |
| 2015 | Prix Emmanuel Margouty         | Django Riff        | Yoann Lebourgeois     | Grupp 2 |
| 2015 | Prix Robert Auvray             | Arlington Dream    | Yoann Lebourgeois     | Grupp 2 |
| 2016 | Saint–Léger des Trotteurs      | Dhikti Védaquais   | Yoann Lebourgeois     | Grupp 1 |
| 2016 | Critérium des 4 ans            | Charly du Noyer    | Yoann Lebourgeois     | Grupp 1 |
| 2016 | Critérium des Jeunes           | Django Riff        | Yoann Lebourgeois     | Grupp 1 |
| 2016 | Prix Albert-Viel               | Django Riff        | Yoann Lebourgeois     | Grupp 1 |
| 2016 | Prix Paul-Viel                 | Django Riff        | Yoann Lebourgeois     | Grupp 2 |
| 2016 | Prix Kalmia                    | Django Riff        | Yoann Lebourgeois     | Grupp 2 |
| 2016 | Prix Gaston Brunet             | Charly du Noyer    | Yoann Lebourgeois     | Grupp 2 |
| 2016 | Harper Hanovers Lopp           | Bird Parker        | Joseph Verbeeck       | Grupp 2 |
| 2016 | Prix Jules Thibault            | Charly du Noyer    | Yoann Lebourgeois     | Grupp 2 |
| 2016 | Prix Maurice de Gheest         | Django Riff        | Yoann Lebourgeois     | Grupp 2 |
| 2016 | Prix Victor Régis              | Django Riff        | Yoann Lebourgeois     | Grupp 2 |
| 2016 | Prix Jacques de Vaulogé        | Django Riff        | Yoann Lebourgeois     | Grupp 2 |
| 2016 | Europeiskt treåringschampionat | Django Riff        | Yoann Lebourgeois     | Grupp 1 |
| 2017 | Prix Jean Le Gonidec           | Charly du Noyer    | Yoann Lebourgeois     | Grupp 2 |
| 2017 | Prix Octave Douesnel           | Django Riff        | Yoann Lebourgeois     | Grupp 2 |
| 2018 | Prix de Cornulier              | Traders            | Yoann Lebourgeois     | Grupp 1 |
| 2018 | Prix de Belgique               | Bird Parker        | Jean-Philippe Monclin | Grupp 2 |
| 2018 | Prix de Paris                  | Bird Parker        | Jean-Philippe Monclin | Grupp 1 |
| 2018 | Prix Kerjacques                | Traders            | Yoann Lebourgeois     | Grupp 2 |
| 2018 | Prix Paul-Viel                 | Fastissime         | Yoann Lebourgeois     | Grupp 2 |
| 2018 | Prix Kalmia                    | Flocki d'Aurcy     | Yoann Lebourgeois     | Grupp 2 |
| 2018 | Prix Reine du Corta            | Fly With Us        | Yoann Lebourgeois     | Grupp 2 |
| 2018 | Prix Annick Dreux              | Fly With Us        | Yoann Lebourgeois     | Grupp 2 |
| 2019 | Prix de Belgique               | Bird Parker        | Jean-Philippe Monclin | Grupp 2 |
| 2019 | Prix de l'Étoile               | Feliciano          | David Thomain         | Grupp 1 |
| 2020 | Prix Victor Régis              | Hohneck            | Yoann Lebourgeois     | Grupp 2 |
| 2020 | Prix des Élites                | Feeling Cash       | Éric Raffin           | Grupp 1 |
| 2020 | Europeiskt treåringschampionat | Helgafell          | Éric Raffin           | Grupp 1 |
| 2021 | Prix Albert-Viel               | Italiano Vero      | David Thomain         | Grupp 1 |
| 2021 | Saint–Léger des Trotteurs      | Ici C'est Paris    | Christopher Corbineau | Grupp 1 |
| 2021 | Gran Premio Carlo Marangoni    | Callmethebreeze    | Andrea Guzzinati      | Grupp 1 |
| 2021 | Europeiskt treåringschampionat | Ivensong           | David Thomain         | Grupp 1 |
| 2021 | Critérium Continental          | Hohneck            | François Lagadeuc     | Grupp 1 |
| 2021 | Gran Premio Orsi Mangelli      | Callmethebreeze    | Andrea Guzzinati      | Grupp 1 |
| 2021 | Prix Emmanuel Margouty         | Just A Gigolo      | Franck Nivard         | Grupp 2 |
| 2022 | Prix Maurice de Gheest         | Just A Gigolo      | Franck Nivard         | Grupp 2 |
| 2022 | Critérium des Jeunes           | Just A Gigolo      | Franck Nivard         | Grupp 1 |
| 2022 | Fyraåringseliten               | Callmethebreeze    | Andrea Guzzinati      | Grupp 2 |
| 2022 | Prix Albert-Viel               | Just A Gigolo      | David Thomain         | Grupp 1 |
| 2022 | Critérium des 3 ans            | Just A Gigolo      | Franck Nivard         | Grupp 1 |
| 2022 | Critérium des 4 ans            | Italiano Vero      | David Thomain         | Grupp 1 |
| 2022 | Saint–Léger des Trotteurs      | J'aime le Foot     | David Thomain         | Grupp 1 |
| 2022 | Prix de l'Étoile               | Just A Gigolo      | Franck Nivard         | Grupp 1 |
| 2022 | Prix de Croix                  | Hohneck            | François Lagadeuc     | Grupp 2 |
| 2023 | Critérium des Jeunes           | Koctel du Dain     | David Thomain         | Grupp 1 |
| 2023 | Prix des Ducs de Normandie     | Hohneck            | Gabriele Gelormini    | Grupp 2 |
| 2023 | Elitloppet (2023)              | Hohneck            | Gabriele Gelormini    | Grupp 1 |
| 2023 | Prix Albert-Viel               | Koctel du Dain     | David Thomain         | Grupp 1 |
| 2024 | Prix des Ducs de Normandie     | Izoard Védaquais   | Benjamin Rochard      | Grupp 2 |
| 2024 | Harper Hanovers Lopp           | Izoard Védaquais   | Benjamin Rochard      | Grupp 1 |

1. ↑  Tränades av Christian Rivière